# Nord Express

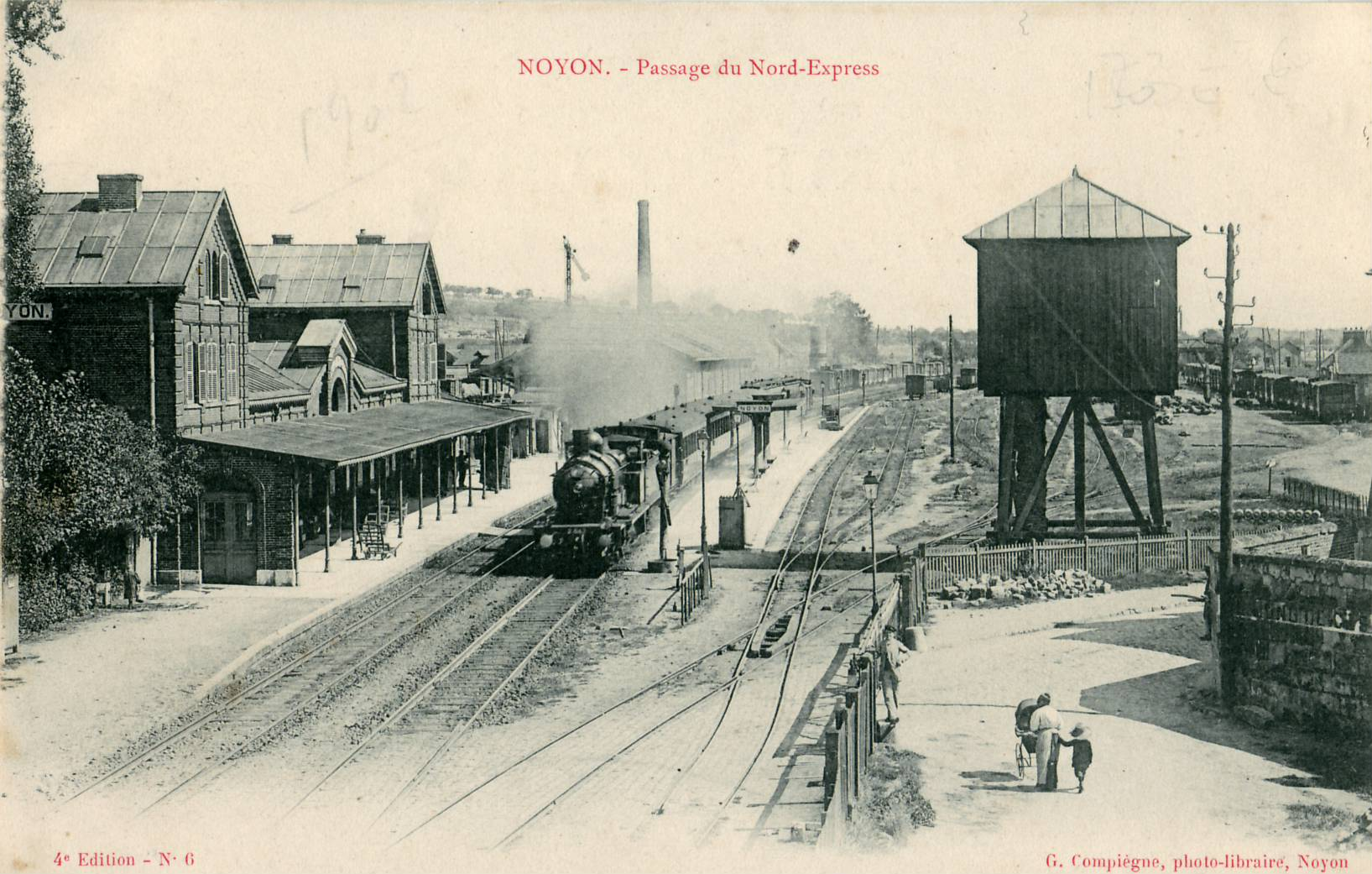
De Nord-Express passeert Station Noyon in Noord-Frankrijk.

De "Nord Express" (Noord-Express) is op 9 mei 1896 geïntroduceerd door de Compagnie Internationale des Wagons-Lits, een Belgische onderneming voor nachttreinen. De treindienst verbond Parijs via Brussel, Keulen, Hannover, Berlijn, Konigsberg (nu Kaliningrad) en Daugavpils met Sint-Petersburg.

## CIWL

Nord Express (rood en blauw) voor de Eerste Wereldoorlog, de aansluitende Sud Express en boottrein in Engeland (zwart) en de Méditerrannee express (rood gestippeld)

De oprichters van CIWL wilden een rechtstreekse treindienst opzetten van Sint-Petersburg naar Lissabon, de Nord-Sud Express, om aldaar aansluiting te bieden op de stoomschepen naar Amerika. Het zuidelijke deel van Parijs naar Lissabon was als Sud Express al op 5 november 1887 van start gegaan. Nagelmackers, de baas van CIWL, had bedacht om ook Londen aansluiting op de Nord Express te geven door een deel van de rijtuigen in Luik aan/af te koppelen voor een verbinding met Londen in plaats van Parijs. In Parijs was er een aansluiting op de Sud Express naar Lissabon. Deze samengestelde treindienst leverde een voor die tijd snelle, doch comfortabele, reismogelijkheid door Europa. In Brussel volgde nog een splitsing waarbij een deel via Oostende en een deel via Calais naar Londen vervoerd werd. Het plan kon pas na grote druk van Europese vorstenhuizen op Pruisen worden gerealiseerd. Pruisen wilde aanvankelijk niet dat buitenlandse treinen op het 1420 km lange traject tussen Herbesthal (Belgisch-Duitse grens) en Eydtkuhnen zouden rijden zodat de Nord Express pas 9 jaar na het zuidelijke deel kon rijden.

### Route en dienstregeling

Nord Express en de vertakkingen gedurende het interbellum

| CL    | OL    | SP    | land                | station           | km | PS    | LO    | LC    |
| ----- | ----- | ----- | ------------------- | ----------------- | -- | ----- | ----- | ----- |
|       |       | 16:55 | Keizerrijk Rusland  | St. Petersburg    | 0  | 15:50 |       |       |
|       |       | 09:40 | Keizerrijk Rusland  | Wirballen 1520 mm |    | 22:55 |       |       |
|       |       | 09:39 | Keizerrijk Rusland  | Wirballen 1435 mm |    | 20:55 |       |       |
|       |       | 22:42 | Duitse Keizerrijk   | Berlijn           |    | 08:40 |       |       |
|       |       | 07:47 | Duitse Keizerrijk   | Keulen            |    | 23:34 |       |       |
|       |       | 09:30 | België              | Luik              |    | 20:07 |       |       |
|       | 09:40 | 09:31 | België              | Luik              |    | 19:37 | 20:00 |       |
|       | ↓     | 16:25 | Frankrijk           | Paris Nord        |    | 14:15 | ↑     |       |
|       | 11:24 | -     | België              | Brussel Noord     |    | -     | 18:18 |       |
| 11:40 | 11:30 | -     | België              | Brussel Noord     |    | -     | 18:13 | 17:55 |
| ↓     | 13:12 | -     | België              | Oostende          |    | -     | 16:30 | ↑     |
| 15:34 | ↓     | -     | Frankrijk           | Calais            |    | -     | ↑     | 14:39 |
| 19:30 | 19:30 | -     | Verenigd Koninkrijk | Londen            |    | -     | 10:00 | 11:00 |

De passage van Russisch-Duitsegrens nam bijna een uur in beslag. Vanwege de afwijkende spoorbreedtes, 1520 mm in Rusland en 1435 mm in Duitsland moesten op de grens Eydtkuhnen/Wirballen de reizigers overstappen. De trein in Oostelijke richting reed tot Wirballen op normaalspoor waar de reizigers overstapten in gelijksoortig teakhouten materieel, hier echter voorzien van breedspoor draaistellen, voor de voortzetting van de reis richting St. Petersburg. In omgekeerde richting reed het breedspoor materieel door tot Eydtkuhnen aan de Duitse kant van de grens. Nadat de reizigers waren uitgestapt werden de treinen teruggereden naar de andere kant van de grens. De twee kilometer tussen de beide grensstations had één spoor voor normaalspoor en één spoor voor breedspoor. De grens was ook de grens tussen de Russische tijd en de Midden-Europese tijd zodat de trein in westelijke richting 1 minuut eerder vertrok dan hij was aangekomen. De reistijd was 48 uur met een overnachting tussen Keulen en Berlijn en een overnachting tussen Wirballen en St. Petersburg.

## 1919-1939
Na de Eerste Wereldoorlog was er weer een geschil tussen Duitsland en de CIWL over de Nord Express. In Duitsland was in 1916 Mitropa opgericht met als doel de luxetreinen in Duitsland te exploiteren. In 1925 werd het geschil bijgelegd door een overeenkomst tussen de twee maatschappijen, waarbij de oost-west transittreinen door Duitsland aan de CIWL werden toegewezen. Op 14 mei 1926 kon de treindienst worden hervat met Riga als eindpunt en doorgaande rijtuigen naar Warschau in plaats van Sint Petersburg.

## D-trein
Na deTweede Wereldoorlog is door de komst van het IJzeren Gordijn en het toenemende belang van vliegreizen een einde gekomen aan deze treinverbinding. De Nord Express werd toen een D-trein op de minder exotische treinverbinding Parijs-Kopenhagen.

### Route en Dienstregeling
| KP    | KL    | land                     | station         | km | LK    | PK    |
| ----- | ----- | ------------------------ | --------------- | -- | ----- | ----- |
|       | 09:35 | Denemarken               | Kopenhagen      |    | 19:17 |       |
|       | 12:25 | Denemarken               | Aarhus          |    | 16:15 |       |
|       | 16:30 | Denemarken               | Padborg         |    | 12:39 |       |
|       | 16:55 | Bondsrepubliek Duitsland | Flensburg       |    | 12:22 |       |
|       | 19:40 | Bondsrepubliek Duitsland | Hamburg Altona  |    | 09:43 |       |
|       | 20:00 | Bondsrepubliek Duitsland | Hamburg HBf     |    | 09:20 |       |
| 02:30 | 02:30 | Bondsrepubliek Duitsland | Keulen          |    | 02:10 | 02:10 |
| ↓     | 07:25 | België                   | Brussel Noord   |    | 22:00 | ↑     |
| ↓     | 09:10 | België                   | Oostende        |    | 20:00 | ↑     |
| ↓     | 16:23 | Verenigd Koninkrijk      | Londen Victoria |    | 14:10 | ↑     |
| 05:27 |       | België                   | Luik            |    |       | 00:00 |
| 10:40 |       | Frankrijk                | Paris Nord      |    |       | 19:00 |

In 1986 werd de trein ingekort van Aachen - København. De doorgaande rijtuigen Oostende - København werden te Aachen van de D 241 Ost-West-Express overgenomen.

## EuroNight
Vanaf 14 december 1997 reed de Nord-Express van Aachen - København met modern DB Nachtzug AG materiaal waaronder dubbeldeks slaaprijtuigen verder als EN 233, 232 Nord-Express. Op 9 december 2007 werd de “Nord-Express” opgeheven en de verbinding werd voortgezet als CNL 40347, 40348 “Borealis” vanuit Amsterdam.